# Splendido Hotel
Splendido Hotel – dwupłytowy, czwarty album studyjny amerykańskiego gitarzysty jazzowego Ala Di Meoli, wydany w 1980 roku nakładem wytwórni płytowej Columbia Records.

## Lista utworów
Opracowano na podstawie materiału źródłowego.
LP:
Strona A
| 1. | „Alien Chase on Arabian Desert” (Al Di Meola) | 8:54  |
|    |                                               |       |
| 2. | „Silent Story in Her Eyes” (Di Meola)         | 7:32  |
|    |                                               |       |
|    |                                               | 16:26 |
|    |                                               |       |
Strona B
| 3. | „Roller Jubilee” (Philippe Saisse) | 4:42  |
|    |                                    |       |
| 4. | „Two to Tango” (Di Meola)          | 4:12  |
|    |                                    |       |
| 5. | „Al Di’s Dream Theme” (Di Meola)   | 6:48  |
|    |                                    |       |
|    |                                    | 15:42 |
|    |                                    |       |
Strona C
| 6. | „Dinner Music of the Gods” (Di Meola) | 8:33  |
|    |                                       |       |
| 7. | „Splendido Sundance” (Di Meola)       | 4:48  |
|    |                                       |       |
| 8. | „I Can Tell” (Di Meola, Saisse)       | 3:59  |
|    |                                       |       |
|    |                                       | 17:20 |
|    |                                       |       |
Strona D
| 9.  | „Spanish Eyes” (Bert Kaempfert)        | 5:07  |
|     |                                        |       |
| 10. | „Isfahan” (Tony Cohan, Chick Corea)    | 11:35 |
|     |                                        |       |
| 11. | „Bianca’s Midnight Lullaby” (Di Meola) | 1:53  |
|     |                                        |       |
|     |                                        | 18:35 |
|     |                                        |       |

## Twórcy
Opracowano na podstawie materiału źródłowego.
Muzycy:
- Al Di Meola – gitary, mandocello, instrumenty perkusyjne, keyboard, perkusja, śpiew
- David Campbell – skrzypce (10)
- Peter Cannarozzi – syntezator (2, 3)
- Eddie Colon – instrumenty perkusyjne (1, 2, 5, 6)
- Chick Corea – fortepian (2, 4, 10)
- Steve Gadd – perkusja (3, 9)
- Robbie Gonzalez – perkusja (1, 2, 5, 6)
- Jan Hammer – syntezator Mooga (5)
- Anthony Jackson – gitara basowa (2, 3, 5, 9)
- Dennis Karmzyn – wiolonczela (10)
- Raymond Kelley – wiolonczela (10)
- Tim Landers – gitara basowa (1, 5, 6)
- James Mingo Lewis – instrumenty perkusyjne (2, 3, 5)
- Les Paul – gitara (9)
- Philippe Saisse – keyboard (1, 2, 3, 5, 6, 8), syntezator (8), marimba (1, 2, 3), śpiew (8)
- Carol Shive – altówka (10)
- The Columbus Boychoir – chór (10)

Produkcja:
- Al Di Meola – produkcja muzyczna, aranżacja
- Philip Roberge – produkcja wykonawcza
- Stan Kalina – mastering
- Dave Palmer, Bradshaw Leigh, Bernie Kirsch – inżynieria dźwięku
- Paula Scher – oprawa graficzna
- Bill King – fotografia (okładka)
- Keith Williamson – fotografia (wnętrze)